# Yolandita Monge

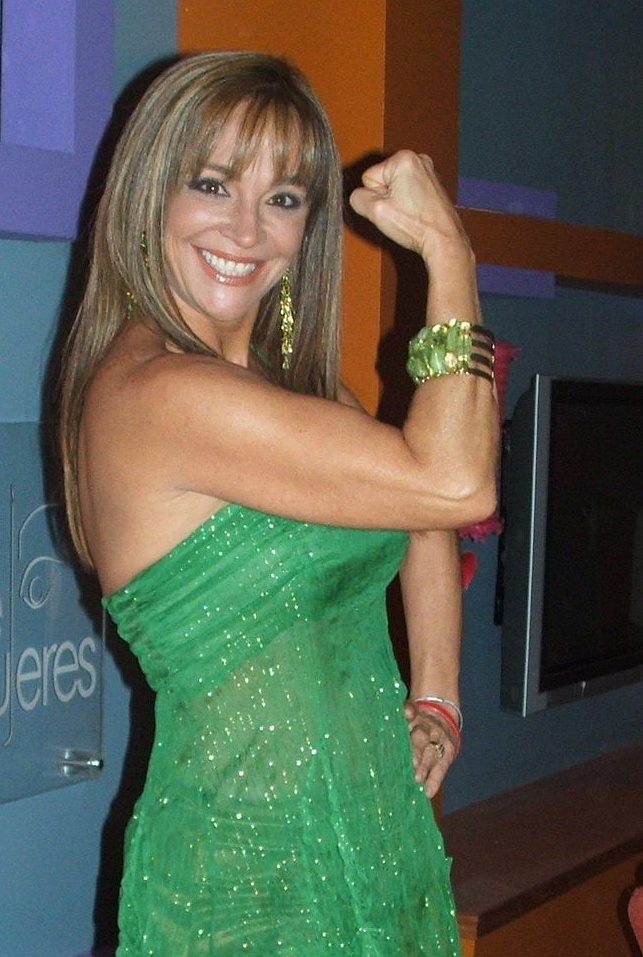
Yolandita Monge

Yolandita Rosa Monge Betancourt (* 16. September 1955 in Trujillo Alto) ist eine puerto-ricanische Sängerin und Schauspielerin.
Monge debütierte als Kind in Rafael Quiñones Vidals Rundfunksendung La Tribuna del Arte. Es folgten verschiedene Fernsehauftritte und 1966 ihre erste Plattenaufnahme El resfriado y no vale nada sowie die LP Puerto Rico's Poignant…Powerful..Incomparable. Bereits 1969 hatte sie eine eigene Fernsehshow. Anfang der 1970er Jahre erschienen beim Label TECA die Alben Recuerdame, A star is shinning und La personalidad.
Ihre Produktionen Parece fantasía und Con todo mi amor entstanden in Mexiko, und 1975 schloss sie einen Vertrag mit dem US-amerikanischen Label Coco Records. Sie hatte Auftritte in der Carnegie Hall, der Radio City Music Hall und im Madison Square Garden und arbeitete mit Libertad Lamarque zusammen. Bei Sony erschienen Anfang der 1980er Jahre die Alben Fantasía, Historia de Amour und Sueños. Ihre erste Goldene Schallplatte gewann sie 1985 mit Rafael Pérez Botijas Song El Amor, Laberinto de Amor brachte ihr 1987 die zweite Goldene Schallplatte sowie eine Grammy-Nominierung. Eine Platin-Schallplatte erhielt sie mit dem Album Vivencias.
Bei WEA internacional erschienen in den 1990er Jahren ihre Alben Cara de Angel, Mi mejor regalo, Fiebre de luna, Yolandita, Mi encuentro und Siento; mit den drei letztgenannten gewann Monge erneut Goldene Schallplatten. Ab 1996 wirkte sie als Schauspielerin in Julio Jiménez’ Fernsehserie La Viuda de Blanco mit. 2000 veröffentlichte sie Yolandita en vivo, und Kike Santander produzierte 2002 mit ihr Sexto sentido. Bei Ole Music erschien 2005 En plena navidad, bei Univision Music 2007 Demasiado Fuerte.